# Краковская улица (Киев)
Краковская улица (укр. Краківська вулиця) — улица в Деснянском районе города Киева. Пролегает от улицы Строителей до улицы Гната Хоткевича, в исторически сложившейся местности (районе) Соцгород.
Примыкают улицы Сергея Набоки, бульвар Ивана Котляревского, Дмитрия Багалея, Александра Лазаревского, Юрия Поправки.

## История
Новая улица возникла в середине 20 века.
5 июля 1955 года Новая улица в Дарницком районе переименована в Иваново-Вознесенскую улицу — в честь исторического названия города Иваново, согласно Решению исполнительного комитета Киевского городского совета депутатов трудящихся № 857 «Про переименование улиц г. Киева» («Про перейменування вулиць м. Києва»).
26 февраля 1961 года Иваново-Вознесенская улица в Дарницком районе была переименована в Краковскую улицу — в честь польского города Краков, согласно Решению исполнительного комитета Киевского городского Совета депутатов трудящихся № 146 «Про упорядочивание наименований и переименований улиц и площадей г. Киева» («Про впорядкування найменувань та перейменувань вулиць і площ м. Києва»).

## Застройка
Улица пролегает в северо-восточном направлении параллельно улицам Гетмана Павла Полуботка и Уинстона Черчилля.
Парная и непарная стороны улицы заняты многоэтажной (преимущественно 5-этажные дома) жилой застройкой, учреждениями обслуживания. В конце улицы (после примыкания улицы Минина) присутствует малоэтажная жилая застройка (2-этажные дома).
Частично малоэтажная жилая застройка ликвидируется для строительства многоэтажной, например, на месте 2-этажного дома № 15/16 был возведён 2-секционный 17-этажный дом (№ 15/17, 15/16). Памятниками архитектуры являются: 2-этажные дома № 15/16, 17/17, 19/10, 25-б, 26/8, 27, 28, 32А; № 15/16 — снесён.
Учреждения:
1. дом № 4А — детсад № 633
2. дом № 13 — Киевская городская клиническая больница № 2
3. дом № 17/17 — государственное агентство по энергоэффективности и энергосбережения Украины
4. дом № 20 — межшкольный учебно-производственный комбинат; служба по правам детей Днепровской РГА
5. дом № 22 — творческий лицей

Мемориальные доски:
1. дом № 5 бульвара Ивана Котляревского — в честь побратимства города Киева и Кракова — комментарий именования улицы (бронза, 1979)
2. дом № 29/8 — в честь побратимства города Киева и Кракова — комментарий именования улицы (гранит, 1961)